# جيوفري هيندريكس
جيوفري هيندريكس (بالإنجليزية: Geoffrey Hendricks)‏ هو أمين متحف وفنان أمريكي، ولد في 30 يوليو 1931، وتوفي في 12 مايو 2018.

## وصلات خارجية
- جيوفري هيندريكس على موقع ديسكوغز (الإنجليزية)